# Torre del Pilón
La Torre del Pilón és una torre ubicada al municipi de Matet, a la comarca de l'Alt Palància, País Valencià.
Situada sobre el Turó de Matet, és una torre d'origen islàmic, datada del segle xi, i que tenia una finalitat defensiva i de guaita. Té forma cilíndrica, amb sis metres de diàmetre i tretze d'alçada. Està feta amb maçoneria.
La porta d'entrada està a dos metres del terra. No hi queden restes dels pisos intermitjans i de la coberta original, atès que probablement eren de fusta, sense parets interiors. No hi devia tindre armaris o fornícules; per contra, hi existeixen troneres. Resten els murs del perímetre, tot i que la part superior es troba més deteriorada. Està part, a més a més, està rematada amb un mur defensiu, al lateral.